# Powiat de Nysa
Le powiat de Nysa (en polonais powiat nyski) est un powiat appartenant à la Voïvodie d'Opole dans le sud-ouest de la Pologne.

## Division administrative
Le powiat comprend 9 communes :
- 5 communes urbaines-rurales : Głuchołazy, Korfantów, Nysa, Otmuchów et Paczków ;
- 4 communes rurales : Kamiennik, Łambinowice, Pakosławice et Skoroszyce.